# Makoto Itoh
Makoto Itoh (Tòquio, 20 d'abril de 1936 — 7 febrer de 2023). va ser un economista japonès considerat internacionalment com un dels estudiosos més importants de la teoria del valor de Karl Marx. Va impartir classes a la Universitat Kokugakuin de Shibuya i va ser professor emèrit de la Universitat de Tòquio.
Pertanyia a l'escola de pensament econòmic fundada per Kozo Uno i va ser un dels economistes marxistes japonesos que va publicar àmpliament en revistes en anglès com Science & Society, Monthly Review, Capital & Class, New Left Review o Ampo. Al llarg de la seva carrera acadèmica, va publicar 24 llibres, dels quals 6 són en anglès i 5 han estat traduïts i publicats en xinès.